# Pleuronectiformes
Los Pleuronectiformes o peces planos son un orden de peces al que pertenecen platijas, gallos y lenguados, con especies muy comunes y amplia distribución mundial, la mayoría marinos con unas pocas especies de agua dulce. Viven acostados sobre fondos arenosos.
Su nombre procede del griego: pleura (lado) + nektos (nadar), por la forma tan característica de nadar de lado.

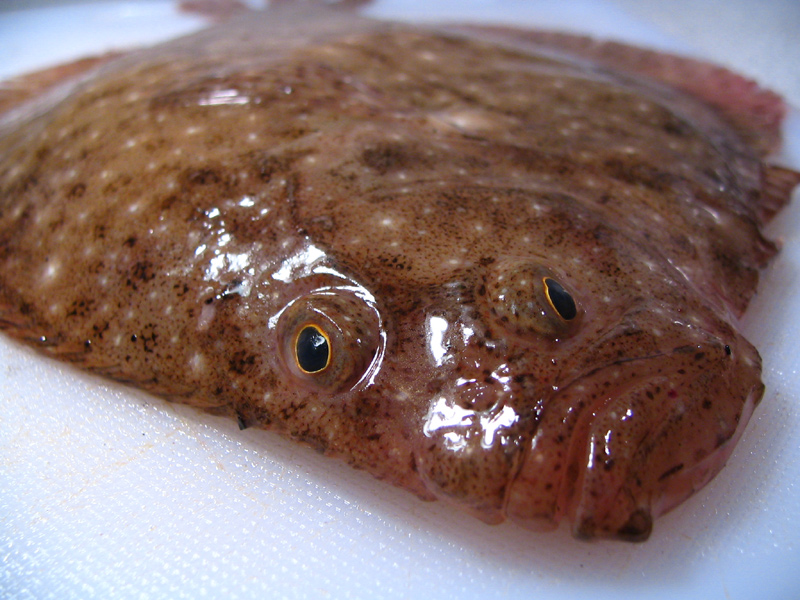
Detalle de la cabeza con los dos ojos en el mismo lado, el izquierdo en este caso.

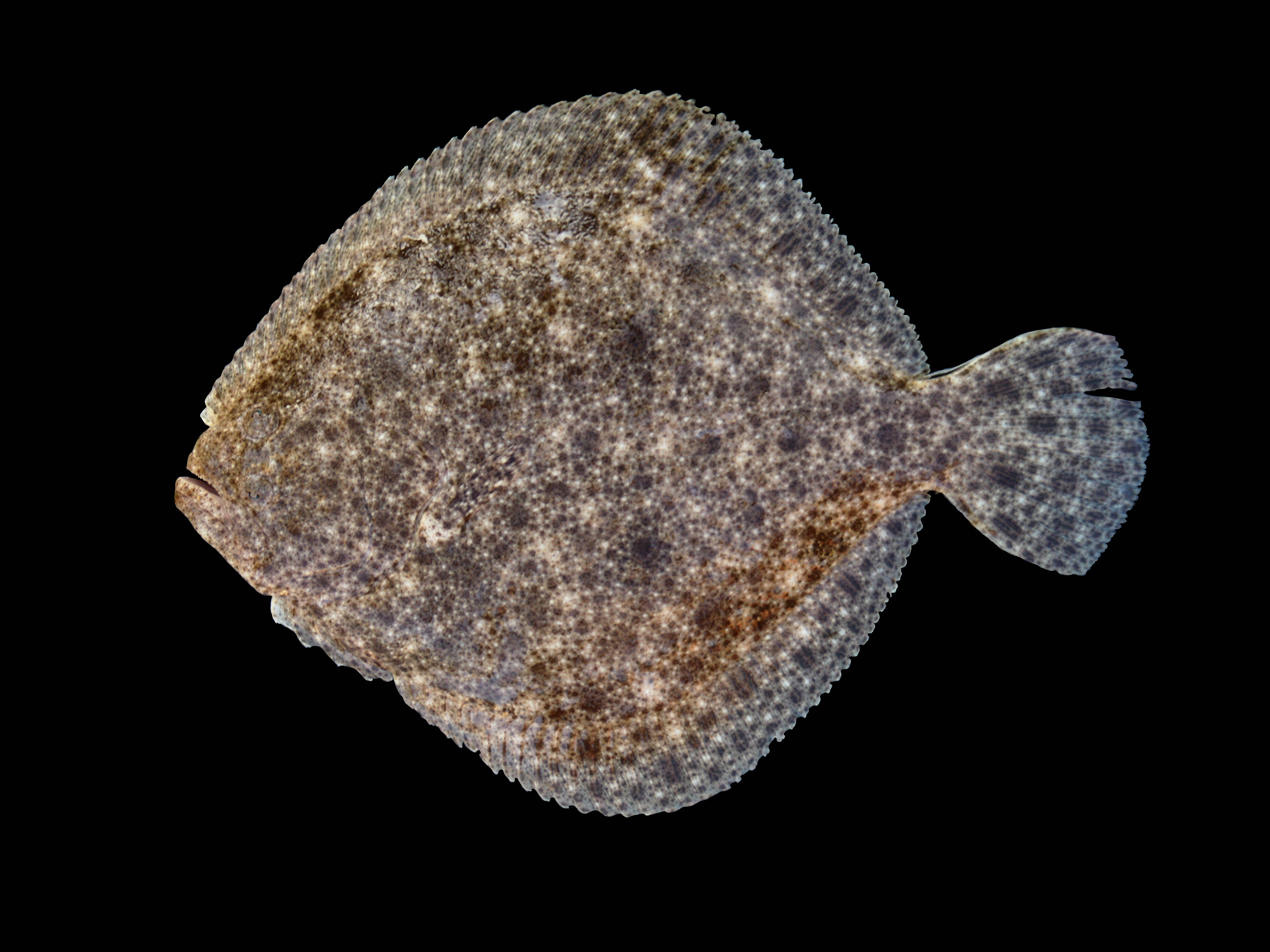
Rodaballo.

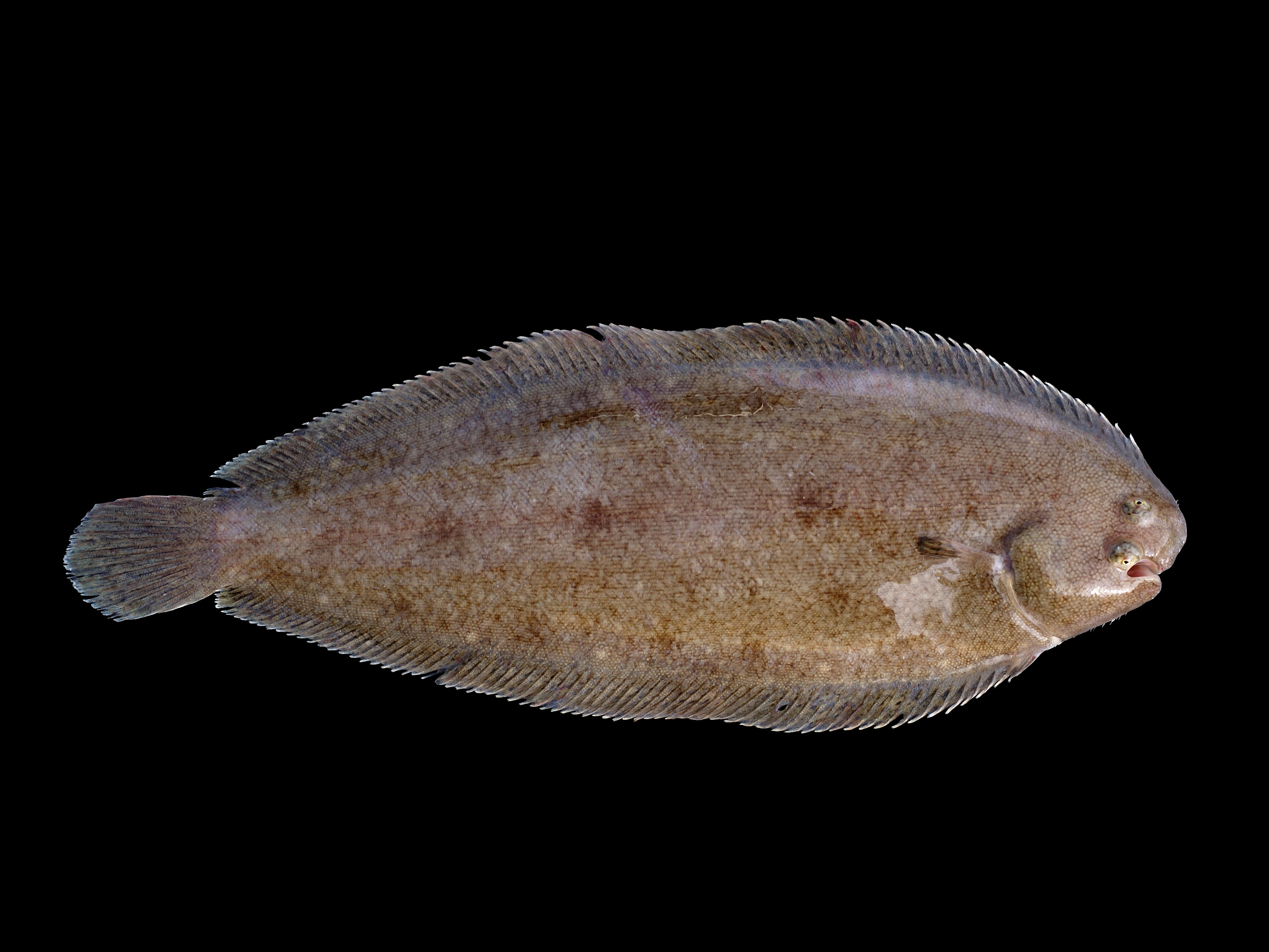
Lenguado.

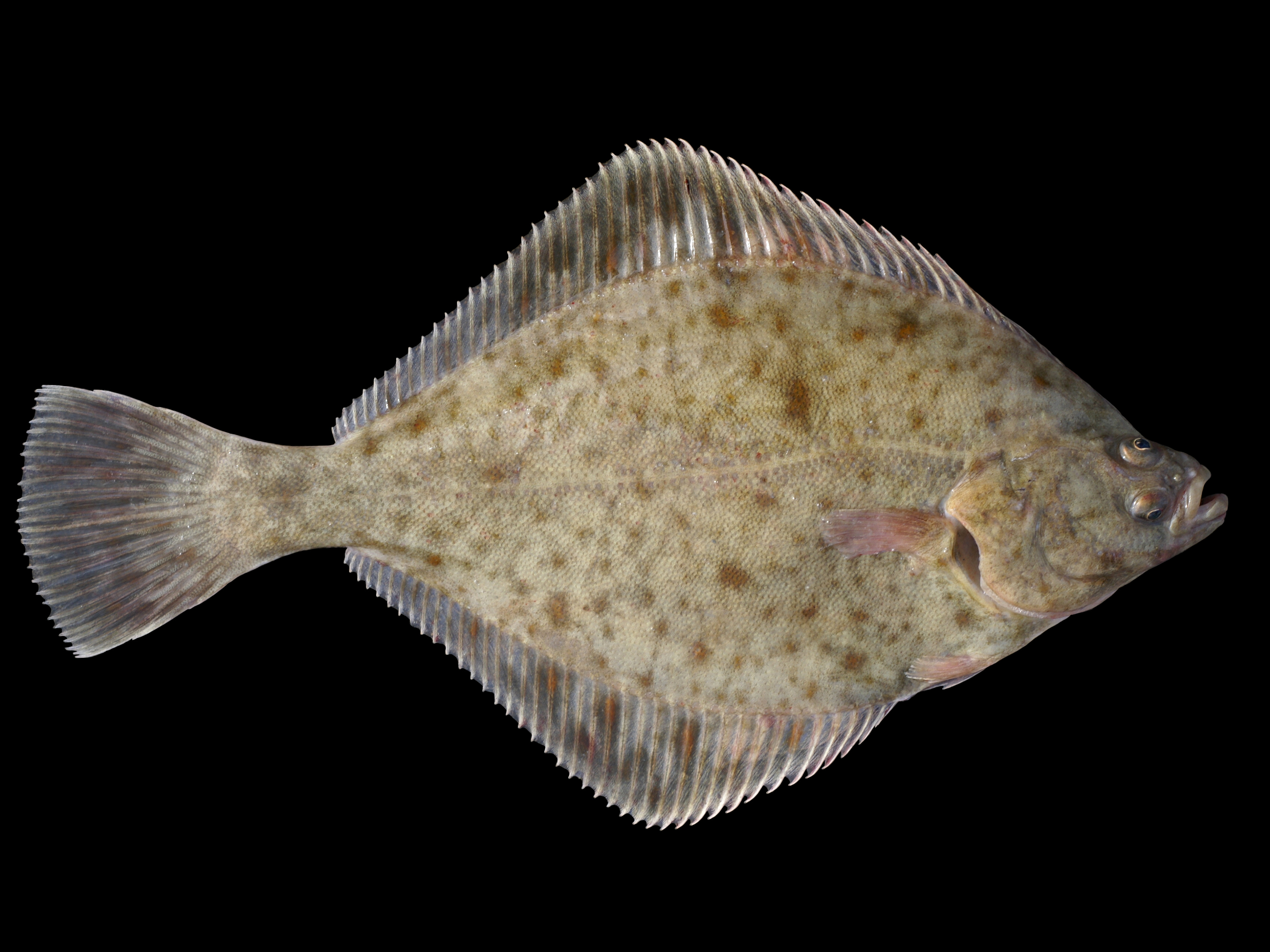
Platija.

## Morfología
Se trata de un orden de Teleósteos caracterizado por su cuerpo comprimido lateralmente (aplanado), y asimétrico en los adultos (son los únicos cordados con la simetría bilateral alterada). Los alevines nacen con simetría lateral, con un ojo a cada lado, pero la distribución simétrica se va perdiendo gradualmente con la maduración. Los adultos, que viven tumbados sobre uno de sus costados, tienen el cuerpo plano, con los dos ojos en el costado superior (que según la familia puede ser el izquierdo o el derecho).
Las aletas carecen de radios espiniformes y la aleta caudal es homocerca. Poseen un sector pigmentado (donde se ubican los ojos), y otro sin pigmento sobre el cual se apoyan en el fondo marino. El costado visible suele presentar una pigmentación de camuflaje, mientras que el otro suele ser blanco.

## Características

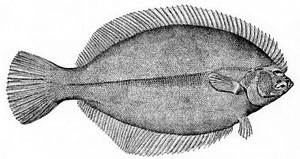
Los peces planos son asimétricos, con ambos ojos situados en el mismo lado de la cabeza.

La característica más evidente de los peces planos es su asimetría, con ambos ojos situados en el mismo lado de la cabeza en los peces adultos. En algunas familias, los ojos suelen estar en el lado derecho del cuerpo (peces planos dextrales o de ojos derechos), y en otras, suelen estar en el izquierdo (peces planos sinistrales o de ojos izquierdos). Los primitivos rodaballo espinoso incluyen igual número de individuos con el lado derecho y el izquierdo, y son generalmente menos asimétricos que las otras familias. Otros rasgos distintivos del orden son la presencia de ojos protuberantes, otra adaptación para vivir en el fondo marino (bentos), y la extensión de la aleta dorsal sobre la cabeza.
La superficie del pez que da la espalda al fondo marino está pigmentada, lo que a menudo sirve para camuflar al pez, pero a veces con llamativos dibujos de colores. Algunos peces planos también son capaces de cambiar su pigmentación para adaptarse al fondo, de forma similar a algunos cefalópodos. El lado del cuerpo sin los ojos, que mira al fondo marino, suele ser incoloro o muy pálido.
En general, los peces planos confían en su camuflaje para evitar a los depredadores, pero algunos tienen rasgos aposemáticos tales como ocelos conspicuos (por ejemplo, Microchirus ocellatus) y varias especies tropicales pequeñas (al menos Aseraggodes, Pardachirus y Zebrias) son venenosas. Los juveniles de Soleichthys maculosus imitan a los platelmintos tóxicos del género Pseudobiceros tanto en los colores como en el modo de natación. Por el contrario, se ha informado de que algunas especies de pulpos imitan a los peces planos en cuanto a colores, forma y modo de natación.
Las platijas y los rodaballos espinosos se alimentan de peces más pequeños y tienen una dentadura bien desarrollada. A veces buscan presas en el medio del agua, lejos del fondo, y muestran menos adaptaciones extremas que otras familias. Los lenguados, por el contrario, habitan casi exclusivamente en el fondo y se alimentan de invertebrados. Muestran una asimetría más extrema, y pueden carecer de dientes en un lado de la mandíbula.
Los peces planos varían en tamaño desde el Tarphops oligolepis, que mide unos 4,5 cm (1,8 plg) de longitud y pesa 2 g (0,1 oz), hasta el fletán del Atlántico, de 2,5 m (8,2 pies) y 316 kg (696,7 lb).

## Reproducción
Los peces planos ponen huevos que eclosionan en larvas que se asemejan a los típicos peces simétricos. Al principio son alargadas, pero rápidamente adquieren una forma más redondeada. Las larvas suelen tener espinas protectoras en la cabeza, sobre las branquias y en las aletas pélvicas y pectorales. También poseen una vejiga natatoria, y no habitan en el fondo, sino que se dispersan desde sus lugares de eclosión como plancton.
La duración de la fase planctónica varía entre los distintos tipos de peces planos, pero finalmente comienzan a metamorfosearse en la forma adulta. Uno de los ojos migra a la parte superior de la cabeza y al otro lado del cuerpo, dejando al pez ciego de un lado. La larva también pierde la vejiga natatoria y las espinas, y se hunde en el fondo, dejando su lado ciego en la superficie subyacente.

## Hábitat
Son carnívoros, depredadores que cazan al acecho. Los hay en todas las latitudes, casi siempre en fondos arenosos o fangosos, donde realizan a cada poco breves desplazamientos, permaneciendo semienterrados el resto del tiempo.
Las especies más conocidas y de gran interés económico son el lenguado (Solea solea) y el rodaballo (Psetta maxima). También es importante por su interés alimentario el gallo (Lepidorhombus whiffiagonis)

## Distribución
Los peces planos se encuentran en los océanos de todo el mundo, desde el Ártico, pasando por los trópicos, hasta la Antártida. La diversidad de especies se centra en el Pacífico Indo-Occidental y disminuye siguiendo gradientes latitudinales y longitudinales fuera del Pacífico Indo-Occidental. La mayoría de las especies se encuentran en profundidades entre 0 y 500 m (546,8 yd), pero unas pocas se han registrado en profundidades superiores a 1500 m (1640,4 yd). No se ha confirmado la presencia de ninguno en la zona abisal o hadal. Una observación de un pez plano del Bathyscaphe Trieste en el fondo de la Fosa de las Marianas a una profundidad de casi 11 km (36 089,2 pies) ha sido cuestionada por los expertos en peces, y autoridades recientes no la reconocen como válida. Entre las especies de aguas profundas, el Symphurus thermophilus vive congregado en torno a "estanques" de azufre en respiraderos hidrotermales del fondo marino. No se conoce ningún otro pez plano en los respiraderos hidrotermales. Muchas especies entrarán en agua salobre o dulce, y un número menor de lenguados (familias Achiridae y Soleidae) y peces lengüeta (Cynoglossidae) están totalmente restringidos al agua dulce.

## Metamorfosis
Los pleuronectiformes, como la mayoría de los peces marinos, ponen huevos que se convierten en larvas simétricas de pelágicos. Entre la forma larvaria y la forma adulta hay una fase de transición: la metamorfosis. La metamorfosis es un momento muy importante en el desarrollo de los pleuronectiformes. En su forma larvaria no son tan diferentes de la mayoría de los peces marinos que producen. Son pelágicos, viven y se alimentan en la columna de agua. También son simétricos, como la mayoría de los peces. Entre la forma larvaria pelágica y la forma juvenil epibéntica, se produce una metamorfosis que da lugar a la asimetría característica de los peces planos. La mayoría de los peces pasan por estas etapas: de larva a juvenil pasando por la metamorfosis. Los peces planos son conocidos por su singular metamorfosis y se realizan estudios para comprender los procesos que la regulan.

### Procesosendocrinos

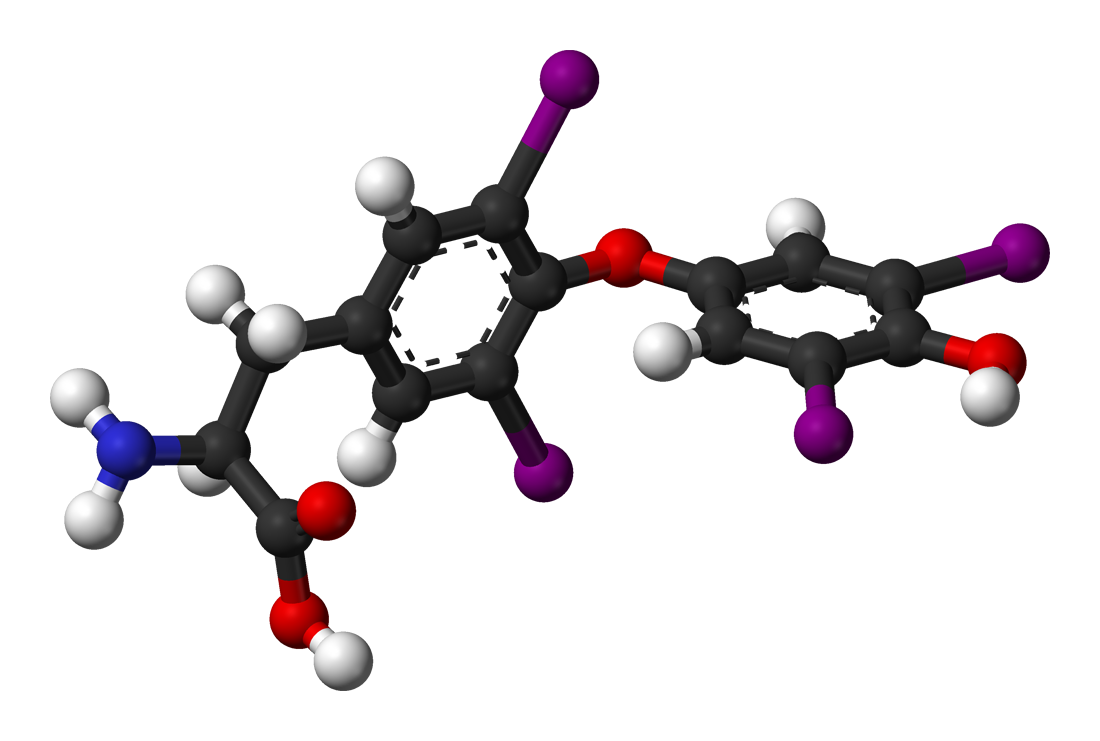
Hormona T4 (tiroxina) - Hormona tiroidea más influyente en la metamorfosis de los pleuronectiformes.

Se cree que las hormonas tiroideas son las responsables de la metamorfosis anormal de los pleuronectiformes en comparación con otros peces teleósteos. Las concentraciones máximas de hormonas tiroideas se encontraron durante la metamorfosis, lo que implica una gran importancia de estas hormonas para la metamorfosis. También se han hecho experimentos para ver qué impacto tienen las hormonas tiroideas cuando se aumenta su concentración. Inui y Miwa (1985 y 1987) descubrieron mediante este tipo de experimentos que era posible desencadenar la metamorfosis temprana y acelerar el ritmo de la misma en las larvas. El aspecto externo es característicamente diferente entre las dos fases de la metamorfosis. Los primeros momentos de la metamorfosis se desencadenan previo a altas concentraciones de hormonas tiroideas. El desarrollo de una capa de piel más gruesa bajo el ojo es la primera característica asimétrica en las larvas pleuronectiformes. Se produce cuando las concentraciones de la hormona tiroidea siguen siendo bajas, pero están comenzando a aumentar. Esto confirma la importancia de estas hormonas incluso en concentraciones más bajas. Tagawa y Aritaki 2005 intentaron aislar la importancia de la sincronía entre la metamorfosis y el aumento de la concentración de la hormona tiroidea en los pleuronectiformes para ver el impacto de la ausencia, el retraso o la manifestación temprana del aumento de la hormona. Para ello, tuvieron que inhibir la expresión de las hormonas tiroideas responsables de la metamorfosis. A continuación, expusieron las larvas a concentraciones máximas de estas hormonas en diferentes momentos de su crecimiento y analizaron los resultados. La desincronización entre una concentración máxima de la hormona tiroidea artificial y la endógena provoca varios tipos de deformaciones. Se han encontrado tres formas anormales. La primera es una forma asimétrica con ambos lados del tipo ciego (el lado del pez plano que suele mirar al suelo). La segunda forma es simétrica con ambos lados ciegos. El tercero es simétrico con ambos lados del tipo de ojo (el lado del pez plano que suele estar orientado hacia la superficie). Cuando la concentración de hormonas administradas es máxima un poco antes del tiempo normal, los juveniles anormales desarrollarán predominantemente el primer y segundo tipo. Estos tipos expresan en ambos lados los genes responsables de la diferenciación del cuerpo del pez que acabaría en el sustrato. El tipo asimétrico tendrá una migración ocular normal y, por tanto, una expresión incompleta de la transformación en el lado expresado. El tipo simétrico, en cambio, sufrirá la migración de ambos ojos y, por tanto, una forma simétrica con ambos ojos en la parte superior de la cabeza. Cuando la concentración de las hormonas administradas es máxima por adelantado o en diferido, se expresará el tercer tipo. Este tipo hace que la diferenciación de los dos lados del cuerpo sea el lado que suele estar hacia la superficie, lo que da lugar a una forma de pez plano común para un pez. Este experimento muestra la importancia en el tiempo y la secuencia de la expresión genética en el desarrollo de los pleuronectiformes.

### Metamorfosis interna
La morfología interna también sufre una diferenciación durante la metamorfosis. Se han analizado muestras de sangre entre las formas larvarias y juveniles. Los eritrocitos sufren un cambio de forma entre estas dos etapas. Los eritrocitos larvarios tienen forma de disco y un núcleo redondo. Los juveniles tendrán eritrocitos sin núcleo que están llenos de hemoglobina. La hemoglobina será a su vez diferente entre las dos etapas de la vida. Las hormonas tiroideas desempeñan un papel importante en la metamorfosis de la forma corporal de los pleuronectiformes, pero también en la transformación de los eritrocitos. Comenzarán su transformación a la forma juvenil sin núcleo con un aumento de la concentración de hormonas tiroideas. Varios estudios muestran la función de las hormonas tiroideas en los anfibios, que, al igual que los pleuronectiformes, sufren una metamorfosis de forma larvaria a juvenil que altera la forma del cuerpo. El aumento de la concentración de hormona tiroidea estimula la regresión de los tejidos larvarios y el desarrollo de los tejidos adultos. El sistema digestivo es otro buen ejemplo de la participación de las hormonas tiroideas en la metamorfosis. Sin ellos, el estómago de las larvas sigue siendo pequeño, delgado y sus células no se diferencian. La presencia de hormonas tiroideas en el organismo conduce al desarrollo y diferenciación de la glándula gástrica.

### Migración ocular
La migración de los ojos y la deformación craneal conducen a una morfología interna especial para los pleuronectiformes. La asimetría del cráneo se debe principalmente a la reubicación del hueso frontal hacia el lado ocular. Algunas partes del cráneo son incluso únicas. La barra pseudomedial sólo se encuentra en los peces planos y muestra una fuerte asimetría. Sólo está presente en el lado ciego. El desarrollo de este hueso se produce en la dirección de la cresta dorsal. Sigue al ojo en su migración a la posición dorsal. Evita que el ojo que se encuentra inicialmente en el lado ciego vuelva a su ubicación original. La osificación de este hueso no se produce hasta que el ojo es dorsal, pero una capa celular suborbital se engrosa a medida que sigue al ojo hasta la ubicación de la futura barra pseudomedial. Este engrosamiento es el primer desarrollo asimétrico de la larva en metamorfosis, se encuentra en ambos lados del animal simétrico, pero se desarrolla mucho más rápidamente. Se cree que es la causa principal del inicio de la migración y de su continuación hacia la cresta dorsal del ojo. La inhibición específica de la capa celular proliferante suborbital suprime la migración del ojo. Sin la salida de la migración del ojo, nunca aparecen los rasgos típicamente asimétricos de los pleuronectiformes. Siempre se ha considerado que la remodelación y el desplazamiento del hueso frontal son el motor de la migración del ojo, pero ahora se reconoce que es la capa suborbital la que hace que el ojo empiece a migrar y permite todas las demás características asimétricas relacionadas con el cráneo y los ojos. La proliferación de esta capa es la causa de la migración del ojo. Esta capa está presente en ambos lados del animal, pero la proliferación es mucho mayor en el lado ciego. Durante los primeros mensajes hormonales de las hormonas tiroideas, la capa suborbital comienza a dividirse y proliferar rápidamente. Esta proliferación ejerce presión sobre el globo ocular del animal. Esta presión hace que el ojo se desplace hacia la cresta dorsal. A medida que el ojo se desplaza hacia la cresta dorsal, también se desplaza hacia el ojo del lado ocular. Esta proximidad crea una contrapresión sobre el ojo que migra, manteniéndolo en la cresta dorsal. Cuanto más se acerquen los ojos, mayor será la contrapresión. Una vez que la contrapresión es igual a la presión de la masa celular en proliferación, el ojo se detiene y se encuentra en su posición final. La capa proliferante suborbital empuja el ojo, pero indirectamente empuja todo el cartílago entre la posición inicial y final del ojo. El ojo primero gira las placas cartilaginosas perpendicularmente y luego las mueve del lado ciego al lado ocular. La barra pseudomedial se expandirá rápidamente como resultado del movimiento ocular precisamente por el hueco que deja el ojo. Las vesículas retroorbitales también son exclusivas de los pleuronectiformes. Se encuentran debajo de las cuencas oculares a ambos lados del animal. Se vuelven asimétricos al comienzo de la metamorfosis. La vesícula del lado ciego se infla en sincronía con el inicio de la metamorfosis y el movimiento del ojo del pez. Al inflarse, empuja el ojo en las primeras fases de la metamorfosis para desplazarlo desde el lado ciego hacia la cresta dorsal del animal. La vesícula retroorbital también serviría para rellenar el hueco dejado por la migración del ojo.

### Metamorfosis del comportamiento

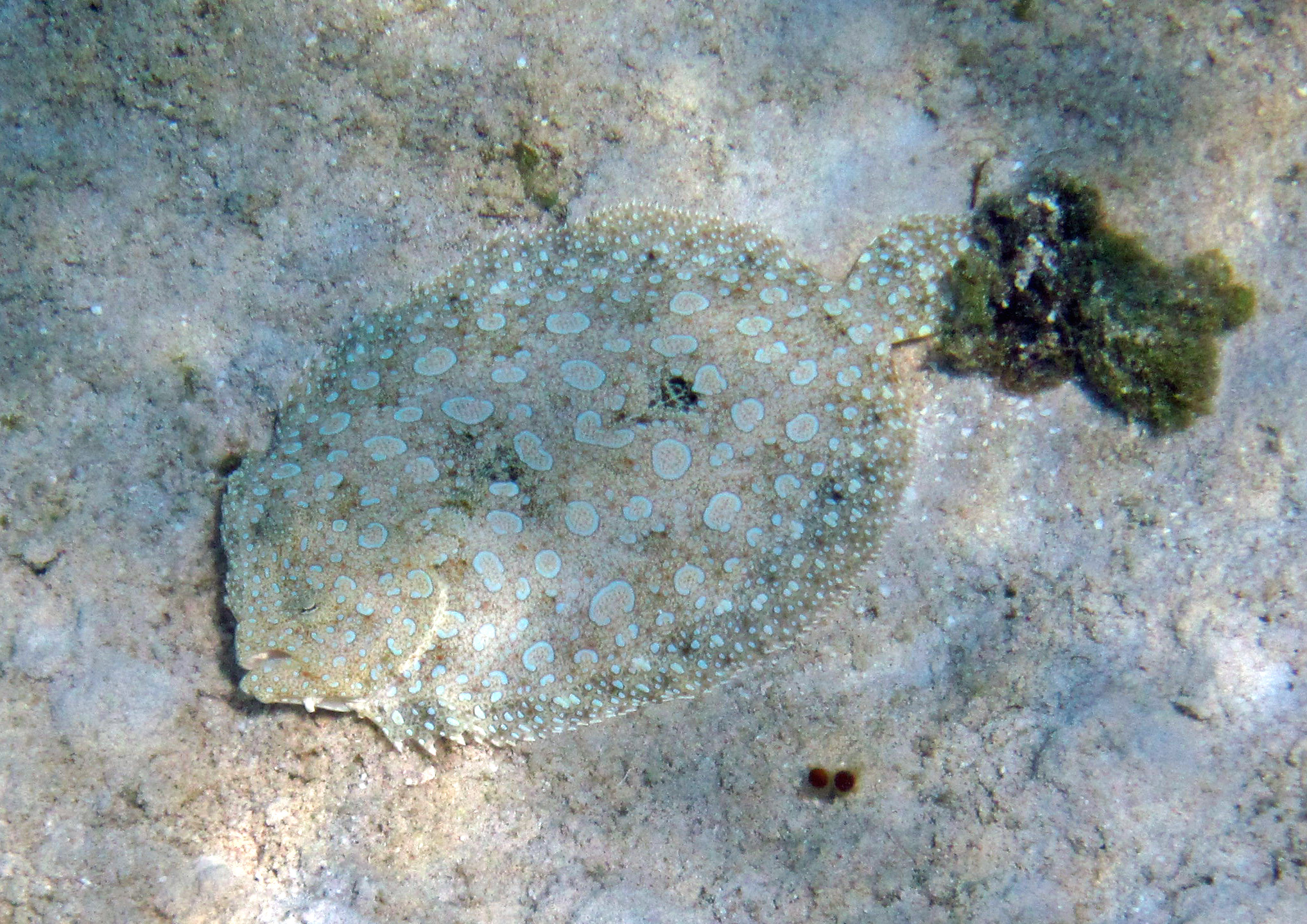
Comportamiento de posicionamiento - Los peces planos migran de la columna de agua a la superficie del sedimento tras la metamorfosis.

La metamorfosis hace que los pleuronectiformes sufran varios cambios morfológicos, pero también les confiere ciertos comportamientos exclusivos. Adoptan un comportamiento de natación lateral y bentónica (del fondo marino). Los comportamientos laterales se han asociado a menudo con la metamorfosis morfológica (transformación del cráneo), pero los nuevos estudios tienden a una independencia de estos procesos. La mayoría de los peces se orientan utilizando dos señales: la gravedad y la luz. El pez se orientará con la fuente de luz hasta que se cree un nuevo equilibrio con sus órganos sensibles a la gravedad. La hipótesis era que, con la migración de los ojos del pez, esto haría que se girara hacia los lados para acabar teniendo un lado ciego mirando al suelo y un lado con ojos mirando al cielo. Los ojos permanecerían en el mismo lugar respecto a la luz y sería el cuerpo el que se movería. Varios estudios sobre la metamorfosis pleuronectiforme han creado individuos simétricos que no han sufrido la migración ocular. Si la hipótesis fuera correcta, estos peces no deberían adoptar comportamientos. Estos peces planos simétricos adoptan los comportamientos de natación lateral y deposición en el suelo. Por lo tanto, no están relacionados con el movimiento de los ojos. La aparición de estos comportamientos se observó antes del inicio de la metamorfosis causada por el aumento de la hormona tiroidea. Cuando las larvas son tratadas con hormona tiroidea antes de la metamorfosis, adoptan los comportamientos de natación lateral y deposición sin que se produzca la metamorfosis. Por lo tanto, el inicio y el desarrollo de estos comportamientos están relacionados con la hormona tiroidea, pero son independientes de la migración del ojo y la remodelación del cráneo. Sabiendo que estos comportamientos no están relacionados con la migración de los ojos, resulta interesante averiguar qué transformación morfológica provoca los cambios de comportamiento. La hipótesis actual sobre este tema es que es la asimetría de los sistemas sensoriales asociados a la percepción de la gravedad lo que provoca los cambios de comportamiento. La mayoría de los órganos sensoriales son simétricos en los pleuronectiformes. Son como los de sus primos simétricos. Sin embargo, la polarización de los pelos sensoriales del oído interno es esencialmente idéntica. Esta característica es única en los pleuronectiformes modernos. Está ausente en las especies más primitivas que no muestran uniformidad en la elección del lado para la deposición en el suelo. Esta polaridad es exclusiva de los peces planos. Ayuda, pero no es responsable, de la natación lateral y de la deposición. Se cree que una de las causas de estos comportamientos específicos de los peces planos es la asimetría en la captación de 2-deoxiglucosa en las células vestibulares de los adultos. Este desequilibrio provoca una asimetría en la eficacia neuronal de las células sensoriales vestibulares. También se cree que la asimetría de los otolitos en los adultos es responsable del desarrollo de comportamientos especiales. Los otolitos se utilizan en los peces para el equilibrio y el posicionamiento espacial. Los otolitos del lado ciego del cuerpo adulto son más pesados que los del lado ocular. Queda por ver si estos cambios se desarrollan durante la metamorfosis para dictar los cambios de comportamiento o si son los cambios de comportamiento los que provocan estos cambios.

## Clasificación
Más de 800 especies descritas se ubican en 16 familias. En términos generales, los peces planos se dividen en dos subórdenes, Psettodoidei y Pleuronectoidei, con > 99% de la diversidad de especies que se encuentran dentro del Pleuronectoidei. Las familias más grandes son Soleidae, Bothidae y Cynoglossidae con más de 150 especies cada una. También existen dos familias monotípicas (Paralichthodidae y Oncopteridae). Algunas familias son el resultado de divisiones relativamente recientes. Por ejemplo, los Achiridae fueron clasificados como una subfamilia de Soleidae en el pasado, y los Samaridae fueron considerados una subfamilia de los Pleuronectidae. Las familias Paralichthodidae, Poecilopsettidae y Rhombosoleidae también se trataban tradicionalmente como subfamilias de Pleuronectidae, pero ahora se reconocen como familias por derecho propio. Desde hace tiempo se indica que los Paralichthyidae son parafiléticos, y la descripción formal de los Cyclopsettidae en 2019 dio lugar a la división de esta familia también.
El pez de mayor tamaño es el fletán o halibut (Hippoglossus hippoglossus) que puede alcanzar dos metros de longitud y más de doscientos kg de peso.
La taxonomía de algunos grupos necesita una revisión, ya que la última monografía que cubrió todo el orden fue la Monografía de los peces planos de John Roxborough Norman publicada en 1934. En particular, Tephrinectes sinensis puede representar un linaje a nivel de familia y requiere una evaluación adicional, por ejemplo. Nuevas especies se describen con cierta regularidad y es probable que queden especies no descritas.
- Suborden Pleuronectoidei:
  - Familia Achiropsettidae Heemstra, 1990 - Aquiropsétidos
  - Familia Bothidae Smitt, 1892 - Lenguados chuecos.
  - Familia Citharidae de Buen, 1935 - Citáridos.
  - Familia Paralichthyidae Regan, 1910 - Lenguados areneros.
  - Familia Pleuronectidae Rafinesque, 1815 - Platijas y Lenguados ojones.
  - Familia Samaridae Jordan & Goss, 1889 - Samáridos.
  - Familia Scophthalmidae Chabanaud, 1933 - Rodaballos y Gallo.

- Suborden Psettodoidei:
  - Familia Psettodidae Regan, 1910 - Psetódidos.
- Suborden Soleoidei:
  - Familia Achiridae Rafinesque, 1815 - Lenguados suelas.
  - Familia Cynoglossidae Jordan, 1888 - Lenguas
  - Familia Soleidae Bonaparte, 1833 - Suelas soles.